# Фос (Долина Оазе)
Фос (фр. Fosses) је насељено место у Француској у региону Париски регион, у департману Долина Оазе.
По подацима из 2011. године у општини је живело 9574 становника, а густина насељености је износила 2652,08 становника/km².

## Демографија
| 1962. | 1968. | 1975. | 1982. | 1990. | 2011. |
| ----- | ----- | ----- | ----- | ----- | ----- |
| 1.773 | 2.209 | 6.453 | 8.832 | 9.620 | 9.574 |